# Новомиргородский район
Новоми́ргородский райо́н (укр. Новомиргородський район) — упразднённая административная единица Кировоградской области Украины. Административный центр — город Новомиргород.

## История
Образован в 1923 году на территории бывших Канижской, Коробчанской, Мартоношской, Новомиргородской и Панчевской волостей Елисаветградского уезда и вошёл в состав Елисаветградского округа Одесской губернии. В сентябре 1930 года все округа в Украинской ССР были ликвидированы и Новомиргородский район перешёл в прямое подчинение руководству республики.
В 1932 году район вошёл в состав новообразованной Одесской области. Указом Президиума Верховного Совета СССР от 10 января 1939 года Новомиргородский район включён в состав образованной этим же указом Кировоградской области в составе Украинской ССР.
25 сентября 1958 года к Новомиргородскому району были присоединены Веселовский, Владимировский и Ивановский сельсоветы упразднённого Великовисковского района, а 12 ноября 1959 года — посёлок Златополь и Андреевский, Буртовский, Дибровский, Капитановский, Листопадовский, Осиповский, Оситняжский, Тишковский и Туриянский сельские советы упразднённого Златопольского района Черкасской области. В ходе административной реформы в Украинской ССР, в 1962 году район был расформирован, Новомиргород получил статус города областного подчинения, а оставшаяся территория района вошла в состав Маловисковского района, однако уже в 1965—1966 годах реформа была свёрнута и Новомиргородский район был восстановлен.
В 2002 году был официально утверждён герб Новомиргородского района. Автор — В. А. Русецкий.
17 июля 2020 года в результате административно-территориальной реформы район вошёл в состав Новоукраинского района, на его территории образована Новомиргородская городская община, а территория Веселовского сельсовета вошла в состав Марьяновской сельской общины.

## Состав района
На момент упразднения в состав района входили следующие населённые пункты:
- Новомиргородский городской совет:
  - Новомиргород
  - Бирзулово
  - Лекарево
- Капитановский поселковый совет:
  - Капитановка
  - Прищеповка
  - Ровное
- Веселовский сельский совет:
  - Арсеневка
  - Веселовка
- Дибровский сельский совет:
  - Бурты
  - Василевка
  - Дибровка
  - Зелёное
- Йосиповский сельский совет:
  - Защита
  - Йосиповка
  - Каменоватка
  - Разлива
- Каменский сельский совет:
  - Каменка
- Канижский сельский совет:
  - Каниж
- Коробчинский сельский совет:
  - Коробчино
  - Николаевка
  - Сухолетовка
- Константиновский сельский совет:
  - Анновка
  - Константиновка
- Листопадовский сельский совет:
  - Андреевка
  - Листопадово
- Марьевский сельский совет:
  - Марьевка
- Мартоношский сельский совет:
  - Котовка
  - Мартоноша
- Миролюбовский сельский совет:
  - Миролюбовка
  - Моргуновка
- Оситняжский сельский совет:
  - Береговое
  - Оситняжка
  - Писаревка
- Оситнянский сельский совет:
  - Оситная
- Панчевский сельский совет:
  - Панчево
- Петроостровский сельский совет:
  - Лев-Балка
  - Мостовое
  - Петроостров
- Пурпуровский сельский совет:
  - Ивановка
  - Марьянополь
  - Пурпуровка
- Рубаномостовский сельский совет:
  - Рубаный Мост
  - Трояново
  - Щербатовка
- Тишковский сельский совет:
  - Тишковка
- Туриянский сельский совет:
  - Турия
- Шпаковский сельский совет:
  - Бровково
  - Пенькино
  - Шпаково